# Quần đảo Obi

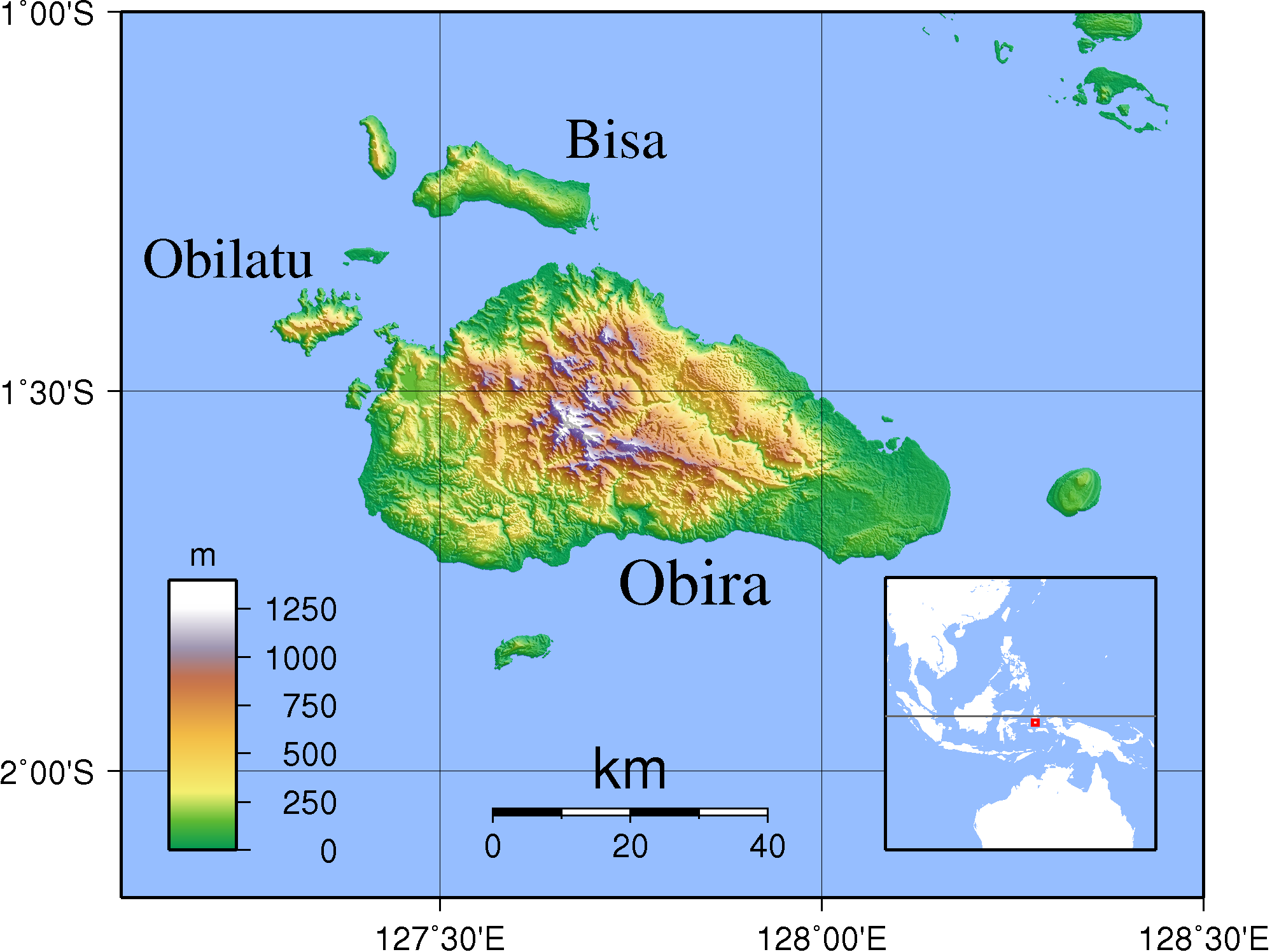
Bản đồ địa hình quần đảo Obi

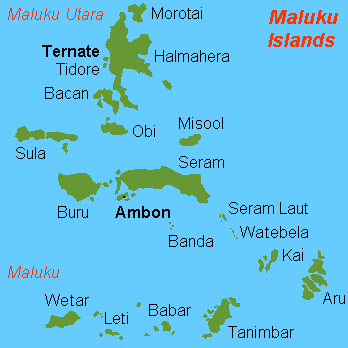
Vị trí quần đảo Obi trong quần đảo Maluku

Quần đảo Obi (cũng gọi là Ombirah, tiếng Indonesia: Kepulauan Obi) là một nhóm đảo tại tỉnh Maluku của Indonesia. Các đảo này nằm ở phía bắc của Buru và Seram.
Đảo lớn nhất trong nhóm là Obira. Các đảo lân cận bao gồm Bisa, Gomumu, Obilatu, Tapat, Tobalai.